# إعلان تنافسي
إعلان تنافسي هو تعبير عن مرحلة مهمة من مراحل اهداف الإعلان لأنه يتعلق بكيفية مواجهة المنافسة القائمة باتجاه خلق الطلب على المنتج في السوق، وبالتالي فإن معظم الإعلانات تنصب نحو الهدف الرئيسي من الإعلان لأنه يرتبط أساساً مع المرحلة التي يكون بها المنتج ضمن دورة حياته.

## أهدافه
- خلق تفضيلات لدى المستهلك نحو العلامة التجارية للمنتج المعلن عنه.
- تشجيع المستهلك على تبني العلامة والمنتج الذي تتعامل به الشركة.
- تغير ادراكات المستهلك عن المنتج المعلن عنه باتجاه التعامل معه.
- اقناع المشتري على تحقيق الشراء الآن وليس بوقت اخر.

## أنواعه

### الأسلوب المباشر
وهو الإعلان الهادف إلى تحقيق الفعل الشرائي للمستهلك في الوقت الحالي ودون أي انتظار.

### الأسلوب الغير مباشر
وهو الإعلان الذي يركز على المنافع التي يمكن تحقيقها مستقبلاً عند اتخاذ المستهلك لقرار الشراء.